# واکنش منشوتکین
واکنش منشوتکین (انگلیسی: Menshutkin reaction) واکنشی در شیمی آلی است که طی آن یک آمین درجه سوم در واکنش با یک آلکیل هالید به یک کاتیون آمونیوم نوع چهارم تبدیل می‌شود:
این واکنش نخستین بار در سال ۱۸۹۰ توسط شیمیدان روس نیکولای منشوتکین کشف و توصیف گردید.